# Mosinzbach
Der Mosinzbach (im Mittelalter: Zlatowe) ist ein Bach in Mittelkärnten. Er entspringt in den Lavanttaler Alpen unweit des Klippitztörls in der Gemeinde Hüttenberg (Bezirk Sankt Veit an der Glan) auf einer Höhe von 1660 m.  Der Bach durchfließt montanhistorisch bedeutendes Gebiet, nämlich die zur Ortschaft St. Johann am Pressen gehörenden Siedlungen Plaggowitz, Mosinz und Schottenau sowie die Heft. Am Ausgang des Heftgrabens mündet der Mosinzbach in Hüttenberg in die Görtschitz.